# Agrostis gigantea
Agrostis gigantea es una especie de planta herbácea de la familia de las poáceas.

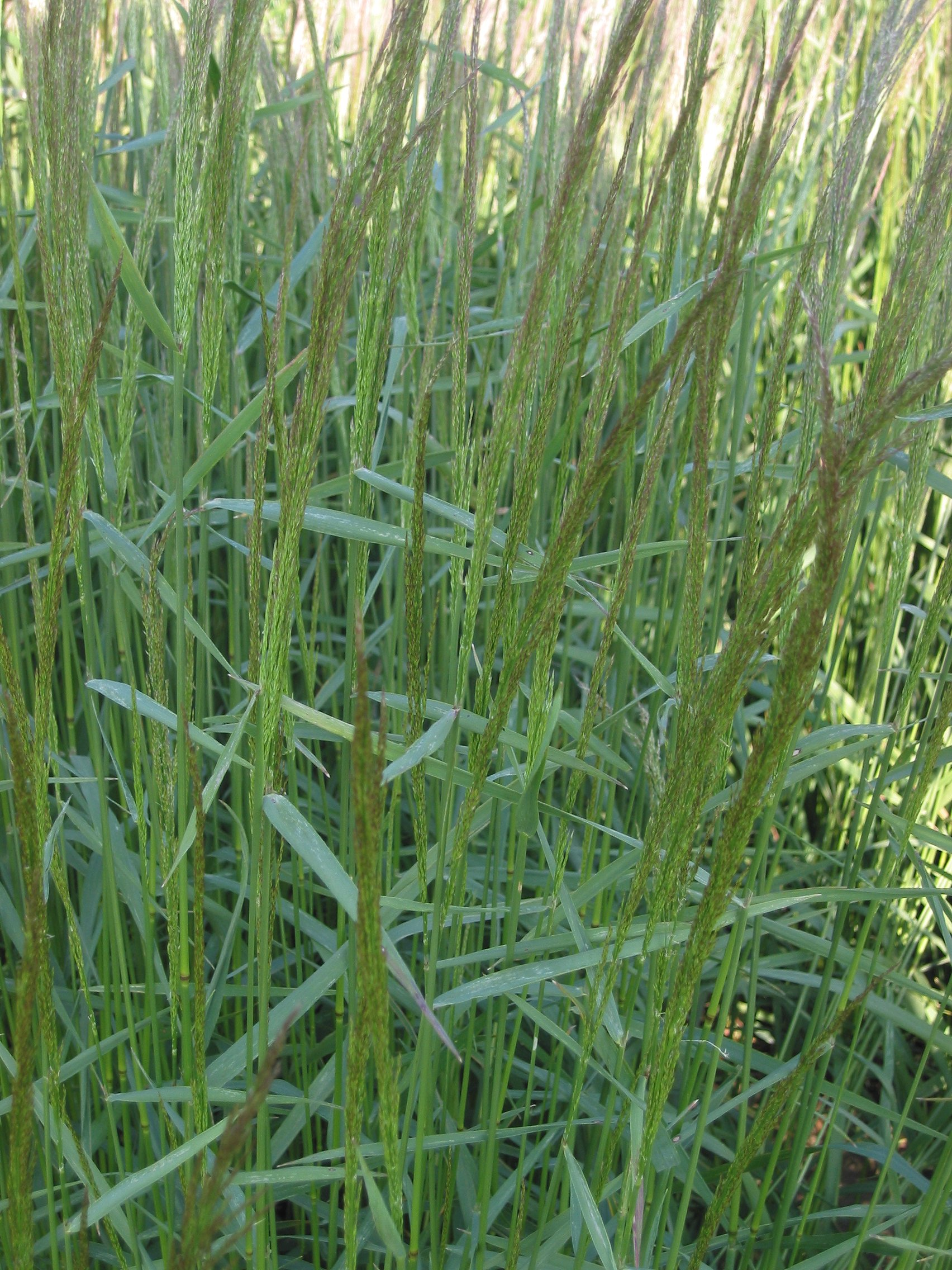
Inflorescancias

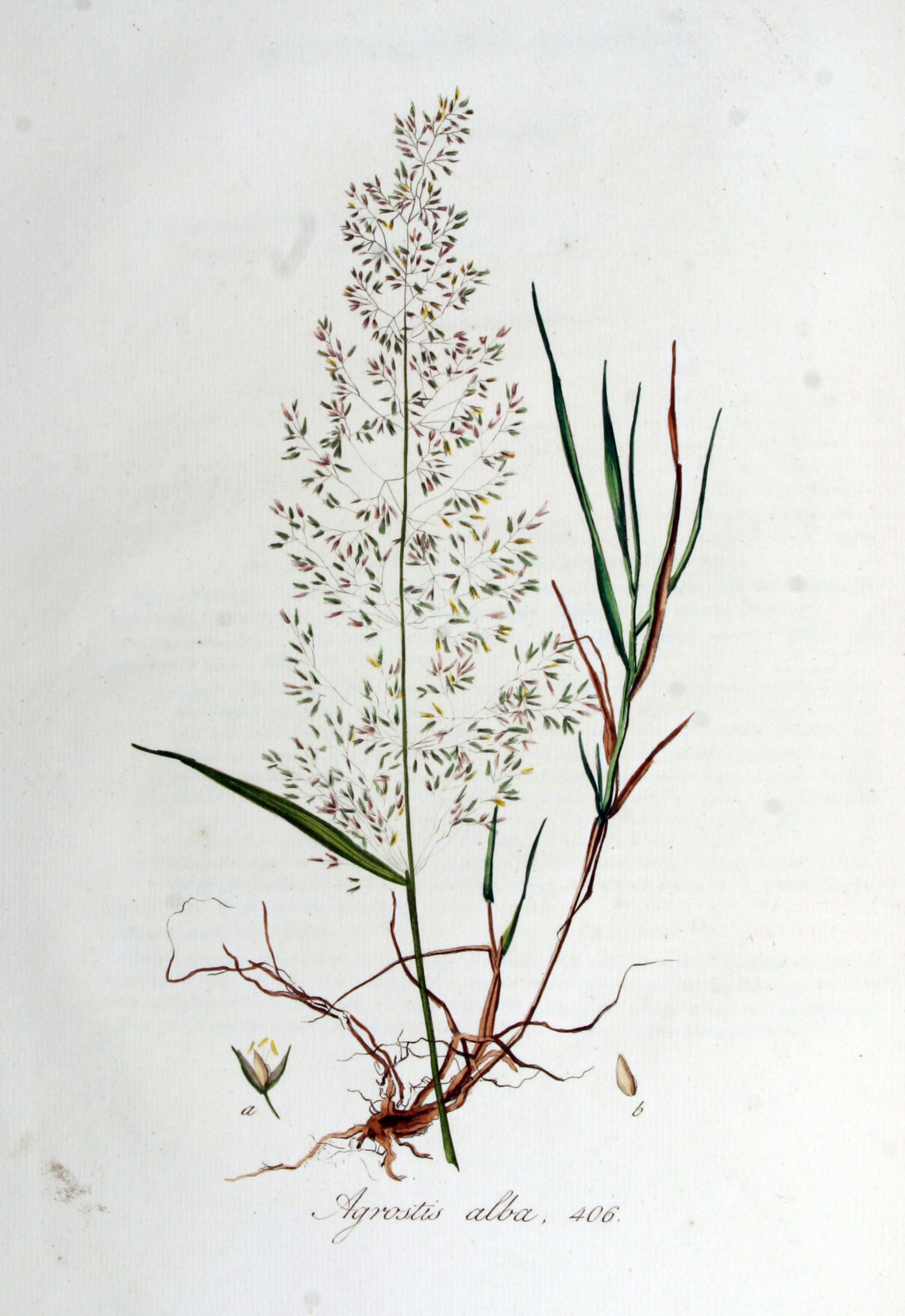
Ilustración

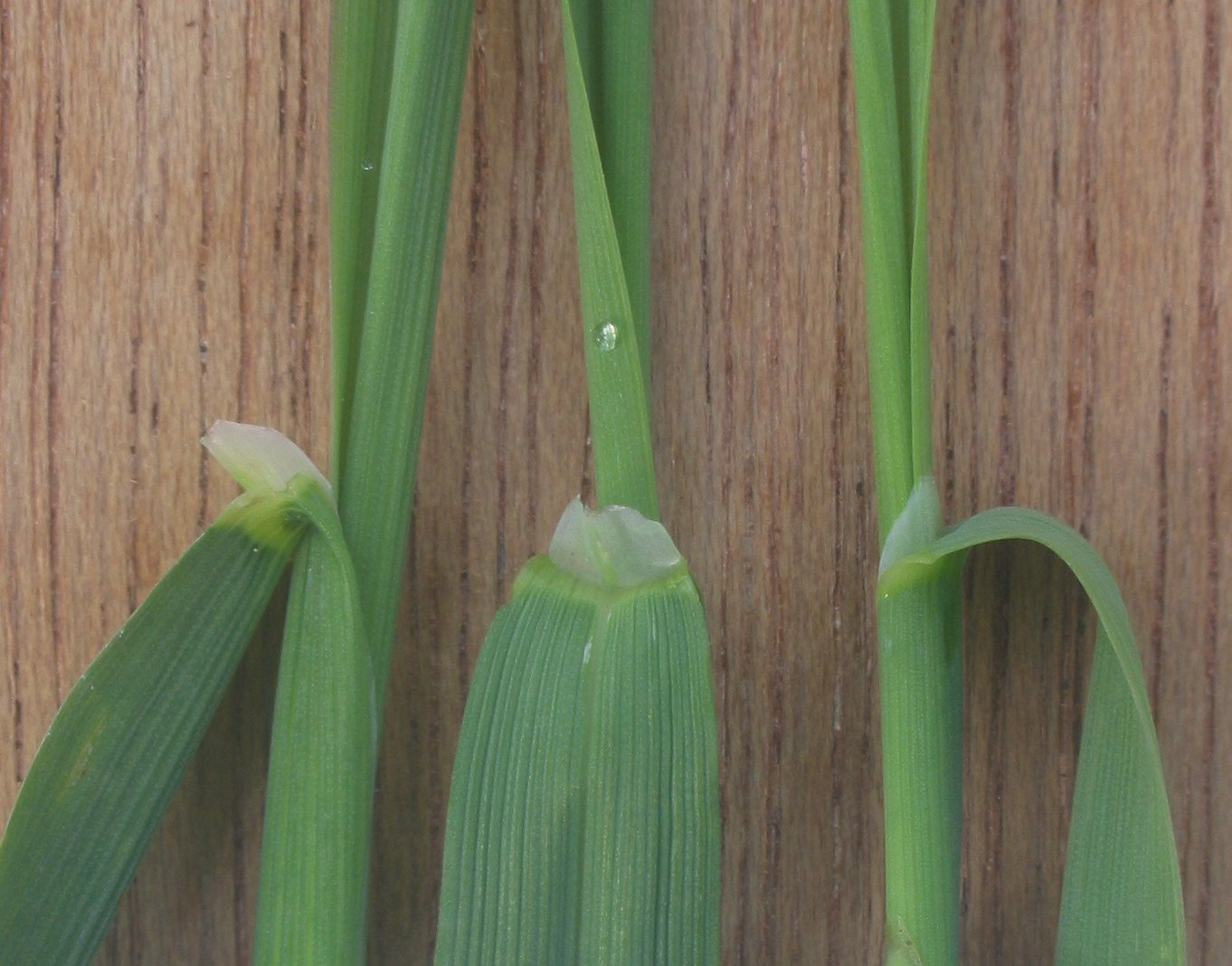
Detalle de la lígula

## Distribución y hábitat
Es nativa de Europa, pero en las zonas más frías de América del Norte se utilizó ampliamente como un pastizal de hierba hasta la década de 1940. A pesar de que en gran medida ha sido sustituida por la soja y las hierbas más sabrosas, todavía tiene un cierto uso en suelos pobres. Fue una de las hierbas plantadas en áreas perturbadas por el Oleoducto Trans-Alaska. Por lo general, hace buena respuesta a los incendios, debido a la supervivencia de los rizomas y semillas.
Se puede encontrar en bosques abiertos, pastizales brutos, setos, bordes de caminos y terrenos baldíos, y como mala hierba en tierras de cultivo.
Esta especie es similar a Agrostis stolonifera, con la diferencia clave de que el último tiene estolones. De hecho, los dos son a veces tratadas como una sola especie, y no siempre está claro exactamente lo que significa para un autor Agrostis alba o Agrostis stolonifera.
Muchas fuentes de Internet describen Agrostis capillaris como la más alta de la especie. Sin embargo C.E.Hubbard describe su altura que varía de 10 a 70 cm de alto, mientras que Agrostis gigantea es 40-120 centímetros . Marjorie Blamey, Richard y Alastair Fitter también la describen como la más alto.

## Descripción
Las hojas son de color verde pálido. La lígula es roma, pero dentada y hasta de 6 milímetros de largo. La panícula es abierta y laxa, de color verde o púrpura. Florece de junio a agosto.

## Taxonomía
Agrostis gigantea fue descrita por Albrecht Wilhelm Roth y publicado en Tentamen Florae Germanicae 1: 31. 1788.
Etimología
Ver: Agrostis
gigantea: epíteto latino que significa "gigante, muy grande".
Sinonimia
- Agrostis alba[6]
- Agrostis altissima Lojac.
- Agrostis campestris Phil.
- Agrostis capillaris var. nigra (With.) Druce
- Agrostis capillaris subsp. repens (Laest.) Soják
- Agrostis compressa Willd.
- Agrostis diffusa Host
- Agrostis dispar Michx.
- Agrostis dubia Leers
- Agrostis exarata var. mutica Hicken
- Agrostis gautieri Sennen
- Agrostis graniticola Klokov
- Agrostis limosa Schur
- Agrostis maeotica Klokov
- Agrostis nigra With.
- Agrostis osakae Honda
- Agrostis parviflora Chevall.
- Agrostis praticola Klokov
- Agrostis repens Sinclair
- Agrostis rubra var. tenella (Hoffm.) Wimm. & Grab.
- Agrostis sabulicola Klokov
- Agrostis seminuda Knapp
- Agrostis stolonifera Leers
- Agrostis sylvatica Host
- Agrostis tenella Hoffm.
- Agrostis virletii E. Fourn. ex Hemsl.
- Cinna karataviensis Pavlov
- Vilfa alba Gray
- Vilfa alba var. ramosa Gray
- Vilfa compressa (Willd.) P.Beauv.
- Vilfa dispar (Michx.) P.Beauv.
- Vilfa gigantea (Roth) P.Beauv.
- Vilfa nigra (With.) Gray[7][8]